# 沈嘉琪
沈嘉琪（1933年6月—2022年12月30日），男，浙江绍兴人，生于上海，中国机械专家，山东大学教授。曾任济南市政协副主席，第九届全国政协委员。